# Liste der Bodendenkmale in Carmzow-Wallmow
In der Liste der Bodendenkmale in Carmzow-Wallmow sind alle Bodendenkmale der brandenburgischen Gemeinde Carmzow-Wallmow und ihrer Ortsteile aufgelistet. Grundlage ist die Veröffentlichung der Landesdenkmalliste mit dem Stand vom 31. Dezember 2020.
Die Baudenkmale sind in der Liste der Baudenkmale in Carmzow-Wallmow aufgeführt.

## Bodendenkmale
| Gemarkung                   | Flur | Kurzansprache | Bodendenkmalnummer | Bemerkung | Bild |
| --------------------------- | ---- | --- | ------------------ | --------- | ---- |
| Carmzow (Lage)              | 2    | Siedlung Neolithikum | 140458             |           |      |
| Carmzow (Lage)              | 4    | Turmhügel deutsches Mittelalter | 140505             |           |      |
| Carmzow (Lage)              | 2, 4 | Kirche deutsches Mittelalter, Siedlung Urgeschichte, Kirche Neuzeit, Einzelfund Neolithikum, Dorfkern Neuzeit, Dorfkern deutsches Mittelalter, Siedlung slawisches Mittelalter | 140506             |           |      |
| Carmzow (Lage)              | 4    | Siedlung slawisches Mittelalter | 140507             |           |      |
| Cremzow (Lage)              | 6    | Gräberfeld slawisches Mittelalter | 140117             |           |      |
| Cremzow (Lage)              | 1, 5 | Siedlung Neolithikum, Siedlung Eisenzeit | 140118             |           |      |
| Schwaneberg, Wallmow (Lage) | 1, 2 | Siedlung Eisenzeit | 140100             |           |      |